# شیگمیتسو سودو
شیگمیتسو سودو (به انگلیسی: Shigemitsu Sudo) بازیکن فوتبال اهل ژاپن و عضو تیم ملی فوتبال ژاپن است که در تاریخ ۲۳ اوت ۱۹۷۹ میلادی اولین بازی ملی‌اش را انجام داد. او در ۱۳ بازی ملی حضور داشت و آخرین بازی ملی خود را در تاریخ ۸ مارس ۱۹۸۱ میلادی انجام داد. شیگمیتسو سودو در بازی‌های ملی‌اش
گلی به ثمر نرساند.